# Palmira, Cuba
Palmira là một đô thị và thành phố ở tỉnh Cienfuegos của Cuba.
Năm thành lập là 1879 với tên Las Casas. Tên gọi đã được đổi thành Palmira và cộng đồng đã được thành lập năm 1940. 
Đô thị này được chia thành các phường (barrio) Primero, Segundo, Arango và Escarza.

## Thông tin nhân khẩu
Năm 2004, đô thị Palmira có dân số 33.153 người. Diện tích là 318 km² (122,8 mi²), với mật độ dân số là 104,3người/km² (270,1người/sq mi).